# Sede de la Televisión Central de China
La sede de la Televisión Central de China o sede de la CCTV (en chino, 中央广播电视总台光华路办公区) es un rascacielos de 234 m y 44 plantas que se encuentra en el Beijing Central Business District (CBD) y que sirve como sede de la Televisión Central de China (CCTV). La primera piedra se colocó el 1 de junio de 2004 y la fachada del edificio se completó el 1 de enero de 2008. Rem Koolhaas y Ole Scheeren de OMA  fueron los arquitectos encargados de la construcción, mientras que Arup fue el encargado del complejo diseño de ingeniería.

## Antecedentes
El edificio principal no es una torre tradicional, sino un lazo formado por seis secciones horizontales y verticales que suponen 473.000 m² de espacio construido, creando una red irregular en la fachada del edificio con el centro abierto. La construcción del edificio fue considerada como un problema estructural, sobre todo porque está en una zona sísmica. Debido a su forma radical, se dice que fue un conductor de taxi quien por vez primera lo bautizó con su apodo actual de dà kùchǎ (大裤衩),, que podría traducirse como gran calzoncillo («big boxer shorts»).
El edificio fue construido en tres edificios independientes que se unieron para convertirse en uno y medio el 30 de mayo de 2007. Con el fin de no bloquear las diferenciales estructurales la unión se programó por la mañana temprano, cuando el acero de las dos torres permanecía relativamente frío a la misma temperatura. El edificio de la CCTV es parte de un parque de medios de comunicación, destinado a formar un paisaje de espectáculos públicos, zonas de filmación al aire libre y estudios de producción, y como una extensión del eje verde central de la CDB.
La Office for Metropolitan Architecture ganó el contrato de la Beijing International Tendering Co. para construir la sede de la CCTV y el Television Cultural Center el 1 de enero de 2002.  Estaba entre una de las primeras 300 nuevas torres del nuevo CDB de Pekín. En su interior alberga oficinas y estudios de administración, noticias, radiodifusión, y programa de producción.
La sede de la CCTV fue inaugurada oficialmente por el presidente el 1 de enero de 2008. Entre los distinguidos invitados que asistieron a la inauguración estaban Hu Jintao, Jiang Zemin, Wen Jiabao y Guo Jinlong.

## Incendio de 2009

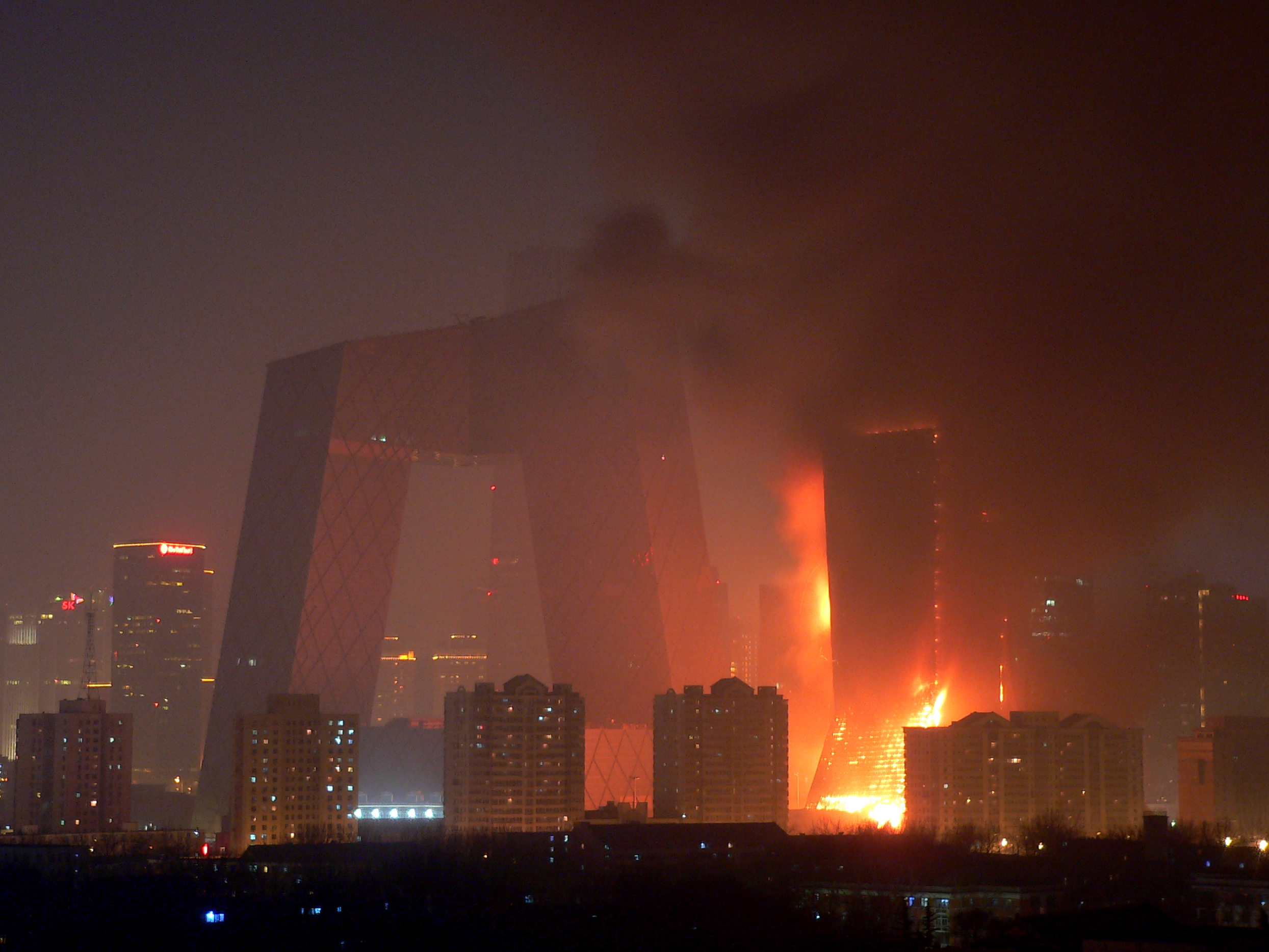
El incendio del Television Cultural Center Hotel (febrero de 2009)

Un edificio adyacente en el complejo, el Television Cultural Center, fue víctima el 9 de febrero de 2009 de un incendio causado por los fuegos artificiales del día del Lantern Festival, antes de la finalización prevista del edificio en mayo de 2009. Iba a albergar el Beijing Mandarin Oriental Hotel, un centro de visitantes, un gran teatro público, dos estudios de grabación con tres salas de control de audio, una sala de cine digital y dos salas de proyección. Los 154 m del Mandarin Oriental Hotel quedaron gravemente dañados y un bombero resultó muerto. El 25 de octubre de 2009, se instalaron andamios en la puerta principal de la TVCC dando inicio la renovación del edificio.
Hasta el 9 de febrero de 2010, la torre principal de la CCTV aún estaba desocupada. El edificio parecía vacío en la noche durante la mayor parte del año, con luces sólo en los pisos superiores.  En septiembre y octubre, en dos ocasiones notables, todo el complejo de la torre se iluminaba al menos desde una de las torres.

## Galería de imágenes

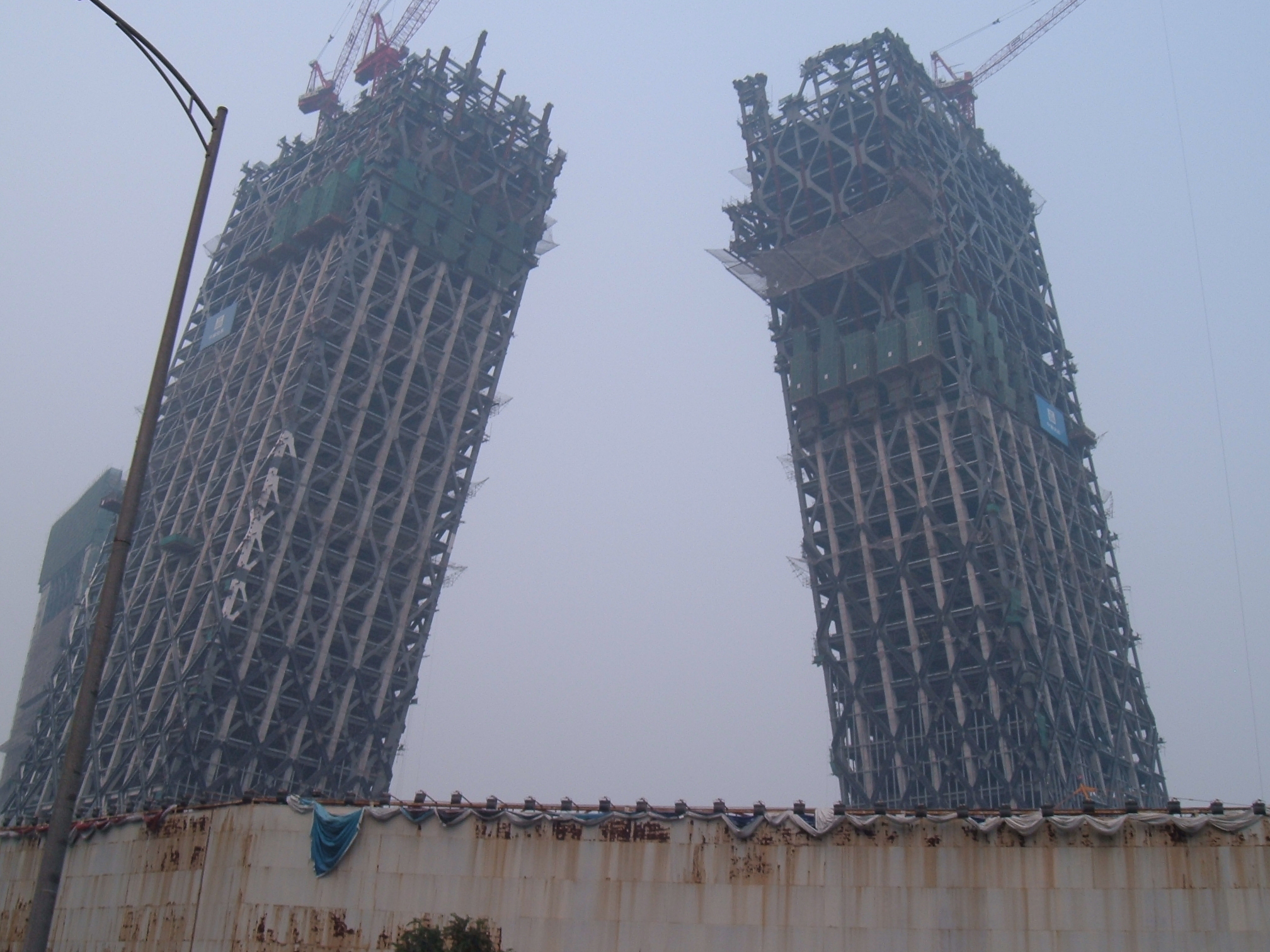
La construcción de las torres (agosto 2007)
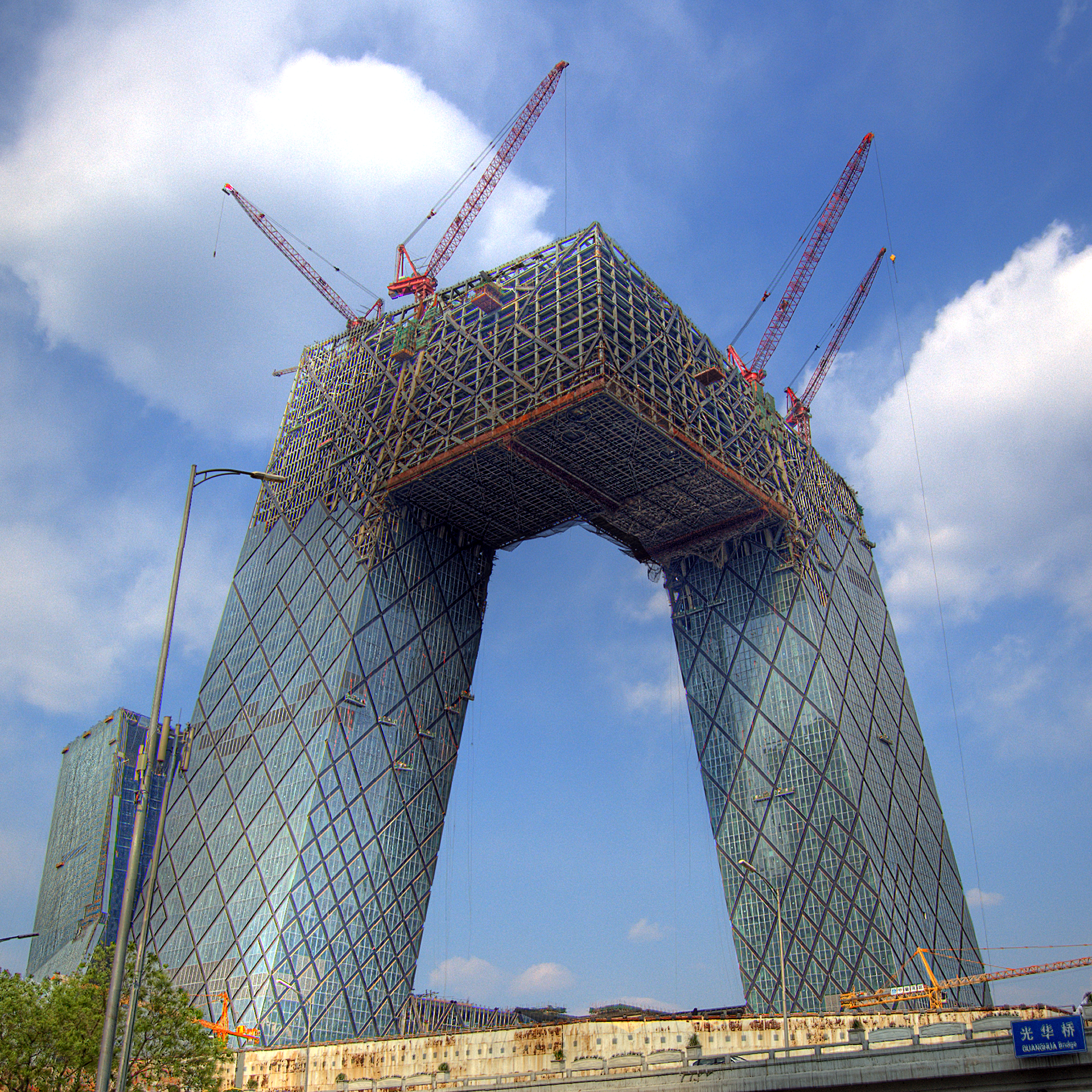
Las torres ya unidas (abril 2008)
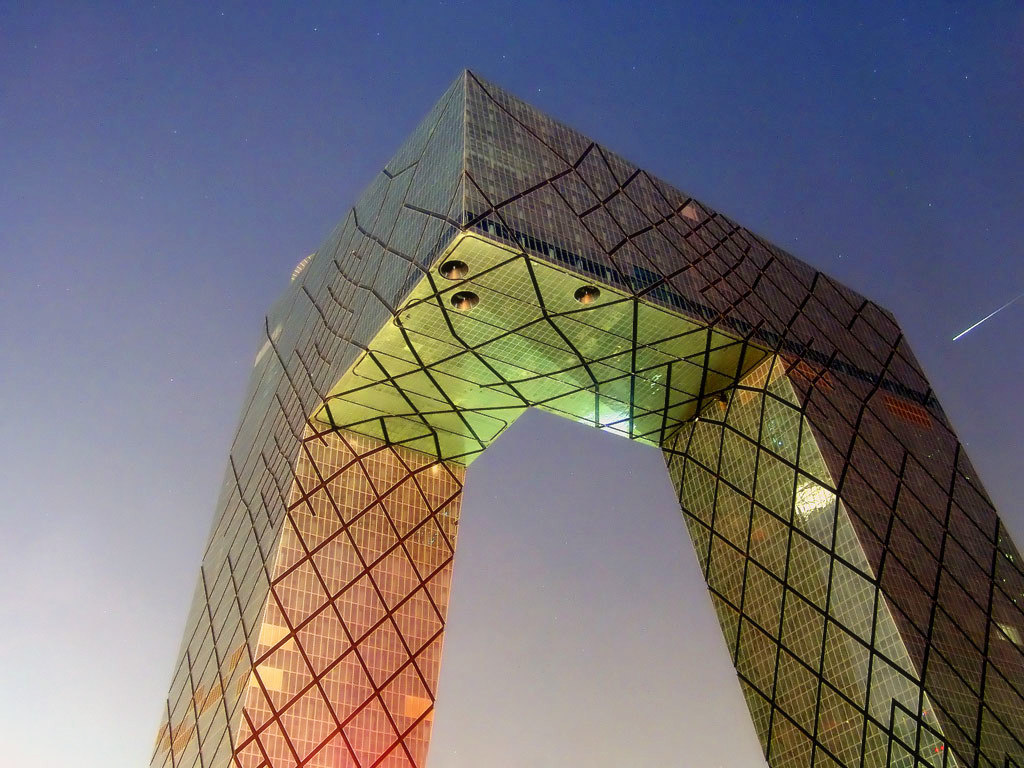
CCTV Headquarters completo (2009)
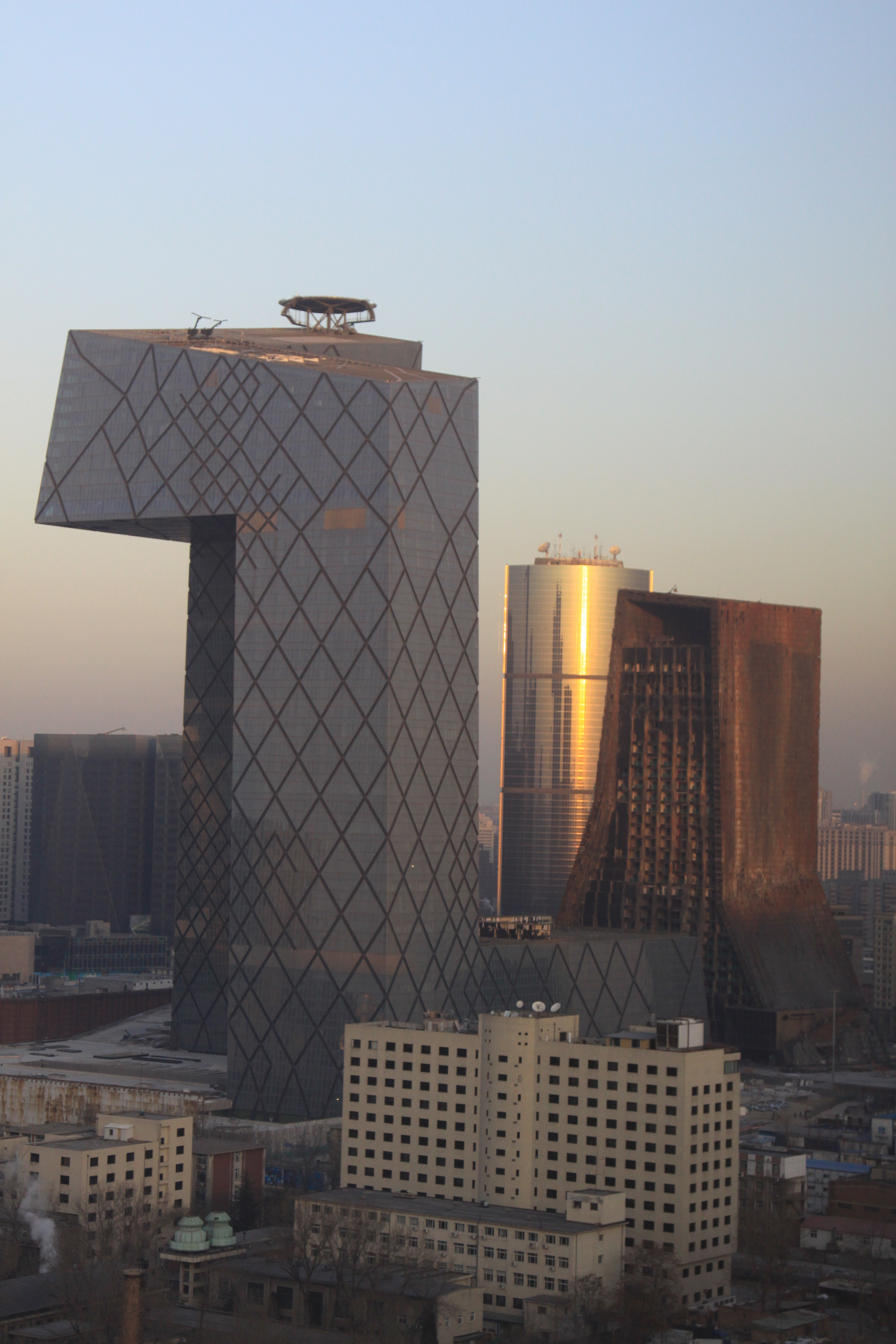
Vista lateral
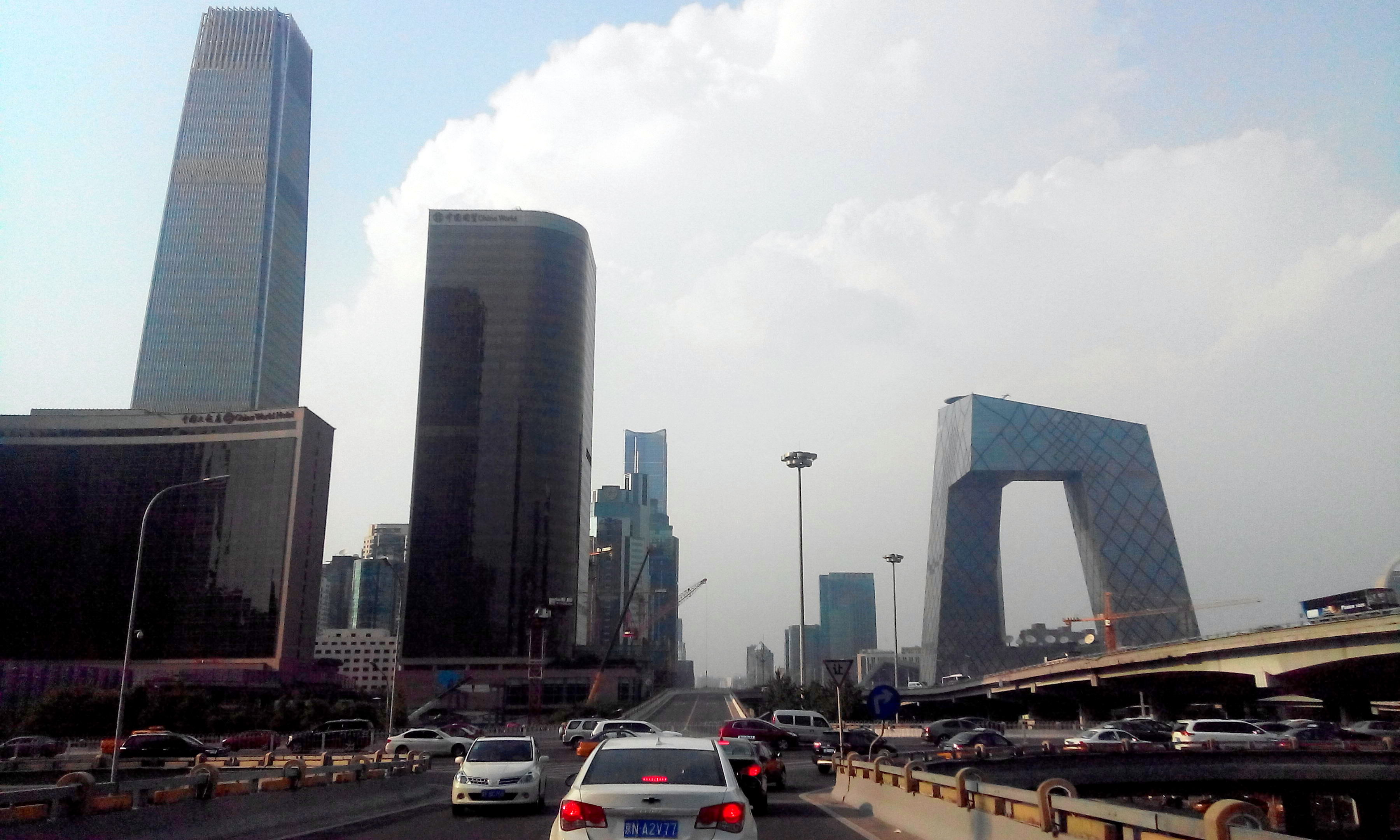
Intersección Guomao